# پروستاتیت التهابی بدون علامت
پروستاتیت التهابی بدون علامت، التهابی بدون درد غده پروستات است که در آن هیچ شواهدی از عفونت وجود ندارد. این بیماری باید از سایر دسته‌های پروستاتیت که با درد لگن یا شواهد عفونت مشخص می‌شوند، مانند پروستاتیت مزمن باکتریایی، پروستاتیت حاد و سندرم درد مزمن لگن (CPPS) متمایز شود. این یک یافته شایع در مردان مبتلا به هیپرپلازی خوش‌خیم پروستات است.

## علائم و نشانه‌ها
این بیماران سابقه شکایت از درد تناسلی و ادرای ندارند، اما معمولاً در هنگام ارزیابی سایر شرایط، لکوسیتوز مشاهده می‌شود.

## تشخیص
تشخیص از طریق آزمایش مایع منی، ترشحات پروستات (EPS) یا بافت پروستات است که در صورت عدم وجود علائم دیگر، التهاب را آشکار می‌کند.

## درمان
نیاز به درمان ندارد. درمان استاندارد برای مردان مبتلا به ناباروری و پروستاتیت دسته IV، استفاده آزمایشی از آنتی‌بیوتیک‌ها و/یا داروهای ضدالتهاب است، اگرچه شواهد اثربخشی ضعیف هستند. از آنجایی که علائم التهاب بدون علامت پروستات ممکن است گاهی به سرطان پروستات مربوط باشد، می‌توان با آزمایش‌هایی که نسبت PSA آزاد به کل را ارزیابی می‌کند، این مشکل را برطرف کرد. در یک مطالعه نتایج این آزمایش‌ها در سرطان پروستات و پروستاتیت رده IV تفاوت معنی داری داشتند.

## تصاویر اضافی

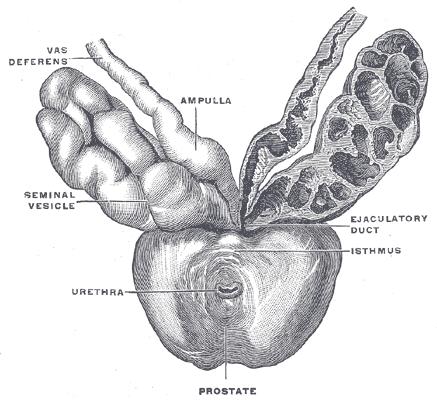
پروستات، مجرای ادرار و وزیکول‌های منی.
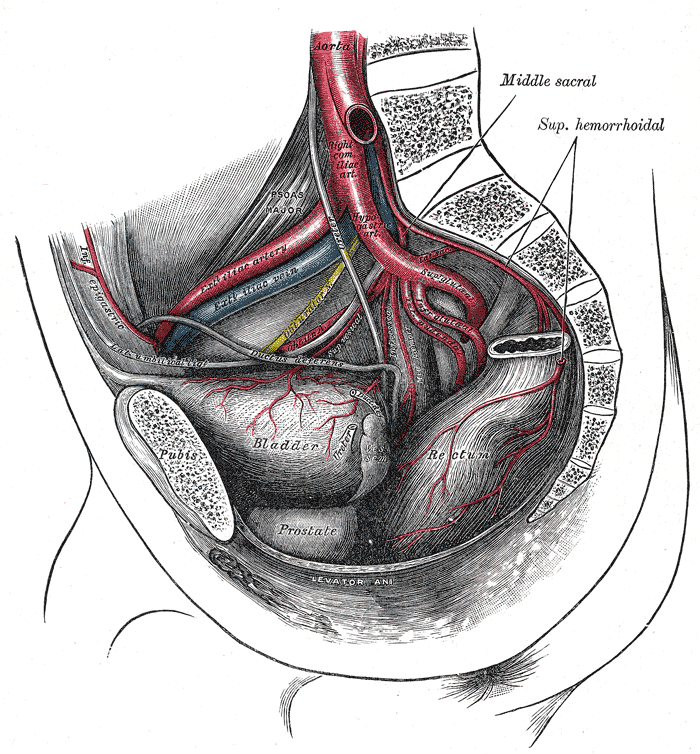
شریان‌های لگن.
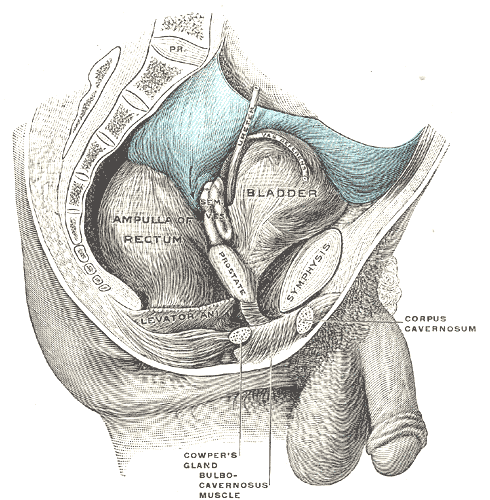
اندام‌های لگن مردانه از سمت راست دیده می‌شود.